# No-One but You (Only the Good Die Young)
No-One but You (Only the Good Die Young) är en låt inspelad med de återstående medlemmarna av rockgruppen Queen efter deras frontfigur Freddie Mercury gick bort 1991. Låten släpptes på samlingsskivan Queen Rocks 1997 och även som singel.
Låten är olik den övriga musik bandet spelade in efter Freddies bortgång då den inte innefattar någon extra medlem på sång, som på Freddie Mercury Tribute Concert eller i Queen + Paul Rodgers. Istället delar gitarristen Brian May och trummisen Roger Taylor på sången. Det här är också sista inspelningen som John Deacon spelar bas. Låten skrevs egentligen av Brian May för dennes soloskiva Another World.

## Andra versioner
- I We Will Rock You-musikalen är låten en hyllning inte bara till Freddie och Diana, prinsessan av Wales, utan även till andra som dött unga, som Buddy Holly, Jimi Hendrix, Kurt Cobain, Janis Joplin, Jim Morrison, Randy Rhoads, Bob Marley, John Lennon och Michael Jackson.
- År 2004 arbetade Brian May med skådespelerskan Kerry Ellis för att spela in en version av låten som den framförs i musikalen.

## Medverkande
- Brian May - sång, gitarr, piano
- Roger Taylor - sång, trummor
- John Deacon - bas